# Alicia mirabilis
La attinia alice (Alicia mirabilis Johnson, 1861) è una attinia della famiglia Aliciidae.

## Descrizione

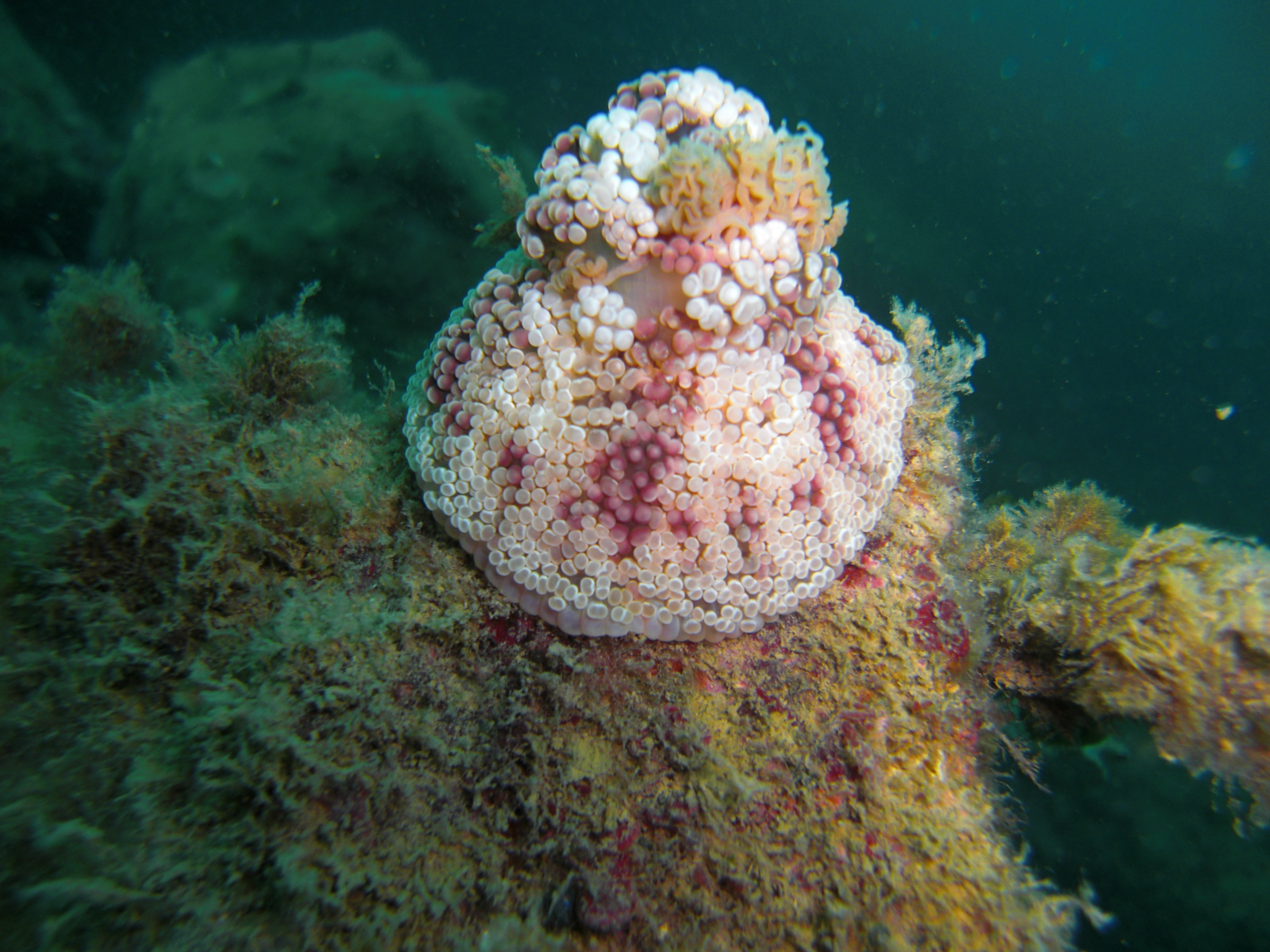
Alicia mirabilis di giorno

Durante le ore diurne questa anemone di mare è contratta, e assume una forma conica, brunastra, poco appariscente, cosparsa di tubercoli. 
Di notte si espande assumendo un aspetto colonnare; la colonna, di colore giallo-verdastro, è alta sino a 40 cm ed è cosparsa di tubercoli dorati o arancioni, di forma vagamente floreale; all'etremità della colonna sono presenti sino a 96 tentacoli molto lunghi, traslucidi, fortemente urticanti.

## Biologia
La specie si nutre durante la notte, catturando con i tentacoli piccoli pesci e organismi del plancton.
È una specie ovipara che depone le uova tra giugno e ottobre.

## Distribuzione e habitat
È una specie tipica del Mar Mediterraneo, ma si trova anche nel mar Rosso, e nella fascia tropicale dell'oceano Atlantico.
Predilige fondali rocciosi di coralligeno, ma può trovarsi anche su fondali sabbiosi o praterie di Posidonia, da 10-15 m di profondità fino a 50 m e più.